# Gnjilan
Gnjilan (izvirno srbsko Гњилан) je naselje v Srbiji, ki upravno spada pod Občino Pirot; slednja pa je del Pirotskega upravnega okraja.

## Demografija
V naselju živi 1960 polnoletnih prebivalcev, pri čemer je njihova povprečna starost 37,6 let (37,2 pri moških in 38,1 pri ženskah). Naselje ima 774 gospodinjstev, pri čemer je povprečno število članov na gospodinjstvo 3,20.
To naselje je, glede na rezultate popisa iz leta 2002, večinoma srbsko, a v času zadnjih 3 popisov je opazen porast števila prebivalcev.
|  |

| Demografija | Demografija     | Demografija     |
| Leto        | Št. prebivalcev | Št. prebivalcev |
| ----------- | --------------- | --------------- |
|             |                 |                 |
|             |                 |                 |
|             |                 |                 |
|             |                 |                 |
| 1948        | 1342            |                 |
| 1953        | 1353            |                 |
| 1961        | 1341            |                 |
| 1971        | 1453            |                 |
| 1981        | 1474            |                 |
| 1991        | 2143            | 2124            |
| 2002        | 2527            | 2478            |
|             |                 |                 |

| Etnična sestava po popisu iz leta 2002 | Etnična sestava po popisu iz leta 2002 | Etnična sestava po popisu iz leta 2002 | Etnična sestava po popisu iz leta 2002 | Etnična sestava po popisu iz leta 2002 |
| -------------------------------------- | -------------------------------------- | -------------------------------------- | -------------------------------------- | -------------------------------------- |
| Srbi                                   | Srbi                                   |                                        | 2.366                                  | 95,48%                                 |
| Romi                                   | Romi                                   |                                        | 73                                     | 2,94%                                  |
| Jugoslovani                            | Jugoslovani                            |                                        | 2                                      | 0,08%                                  |
| Črnogorci                              | Črnogorci                              |                                        | 1                                      | 0,04%                                  |
| Hrvati                                 | Hrvati                                 |                                        | 1                                      | 0,04%                                  |
| Madžari                                | Madžari                                |                                        | 1                                      | 0,04%                                  |
| Neznano                                | Neznano                                |                                        | 14                                     | 0,56%                                  |